# إرنيست كوسارت
إرنيست كوسارت (بالإنجليزية: Ernest Cossart)‏ هو ممثل بريطاني، ولد في 24 سبتمبر 1876 في المملكة المتحدة، وتوفي في 21 يناير 1951 بنيويورك في الولايات المتحدة.

## أعمال

### أفلام
- (1935) الوغد
- (1936) ثلاث فتيات ذكيات
- (1936) زيجفيلد العظيم
- (1940) كيتي فويل
- (1941) قدم واحدة في الجنة[2][3]
- (1942) صف الملوك
- (1946) قصة جولسن

## وصلات خارجية
- إرنيست كوسارت على موقع IMDb (الإنجليزية)
- إرنيست كوسارت على موقع ألو سيني (الفرنسية)
- إرنيست كوسارت على موقع أول موفي (الإنجليزية)
- إرنيست كوسارت على موقع قاعدة بيانات برودواي على الإنترنت (الإنجليزية)
- إرنيست كوسارت على موقع قاعدة بيانات الأفلام السويدية (السويدية)
- إرنيست كوسارت على موقع قاعدة بيانات الفيلم (الإنجليزية)
- إرنيست كوسارت على موقع كينوبويسك (الروسية)